# Elton Julian

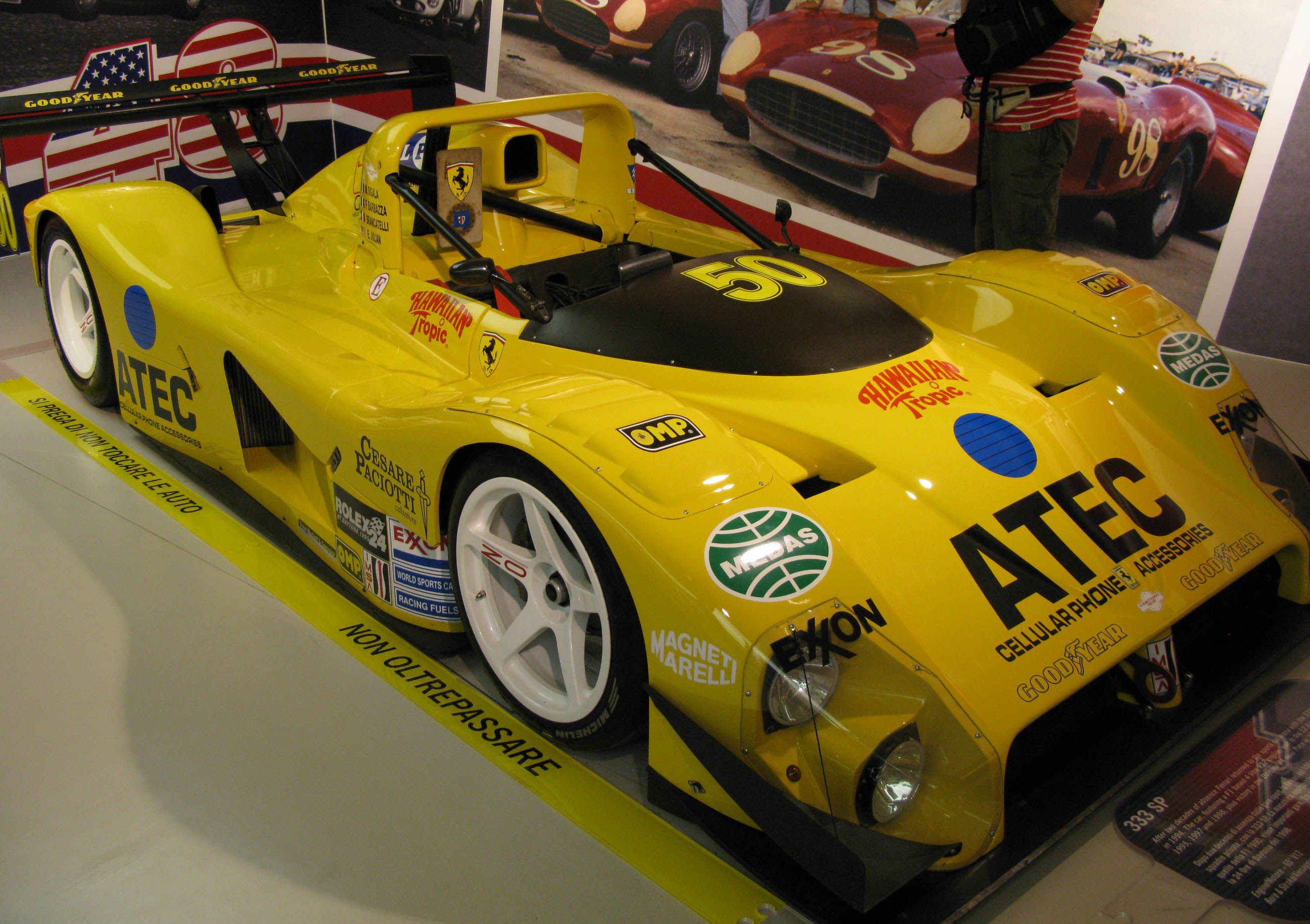
Der Ferrari 333SP, mit dem Elton Julian beim 12-Stunden-Rennen von Sebring 1995 die schnellste Rennrunde erzielte

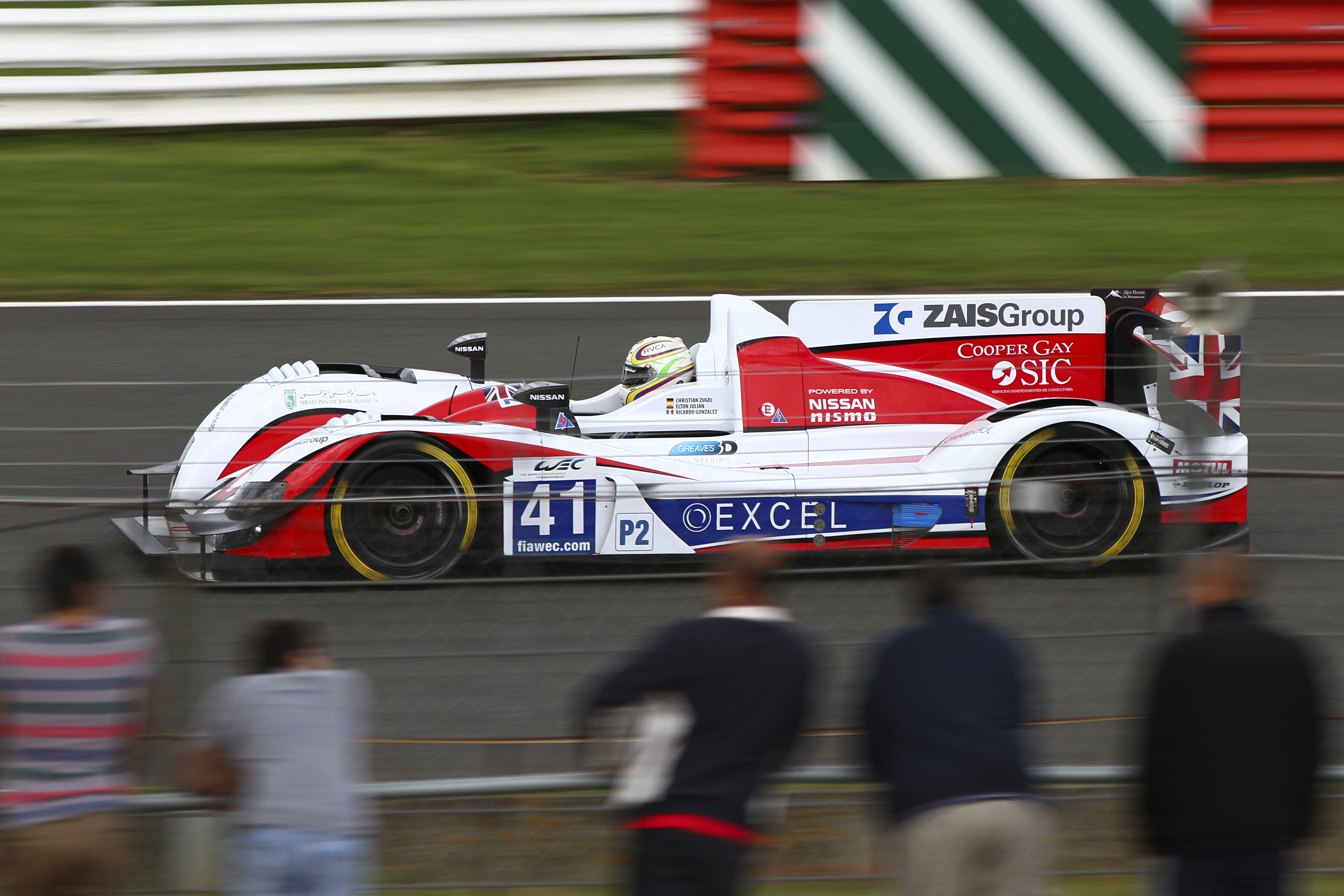
Elton Julian im Zytek Z11SN beim 6-Stunden-Rennen von Silverstone 2012

Elton Julian (* 16. August 1974 in Las Palmas de Gran Canaria) ist ein ehemaliger US-amerikanischer Autorennfahrer und Rennstallbesitzer, der auch mit einer ecuadorianischen Fahrerlizenz Rennen bestritt.

## Karriere als Rennfahrer

### Monopostosport
Elton Julian kam auf den Kanarischen Inseln zur Welt und wuchs in Ecuador und Kalifornien auf. Mit 13 Jahren begann er mit dem Kartsport. 1990 besuchte er die Skip Barber Racing School und betritt danach Rennen in der Formel Ford. Er ging in unterschiedlichen Rennserien an den Start, konnte vier Meisterschaften gewinnen und bei 49 Renneinsätzen 36 Erfolge feiern.
1991 kam er zum ersten Mal nach Europa und fuhr zwei Rennen in der britischen Formel-3-Meisterschaft. 1992 folgte eine komplette Saison in dieser Meisterschaft, die er als Gesamtachter beendete (Meister Gil de Ferran vor Philippe Adams und Kelvin Burt). 1993 wechselte er in die Französische Formel-3-Meisterschaft und beendete das Rennjahr hinter Didier Cottaz und Guillaume Gomez als Meisterschaftsdritter.
1994 unterschrieb er einen Testfahrervertrag beim Formel-1-Rennstall Tourtel Larrousse F1. Mit dem Larrousse LH94 war er bei ersten Testfahrten am Circuit Paul Ricard bei seiner schnellsten Runde eine halbe Sekunde schneller als Stammfahrer Érik Comas. Ein erhoffter Vertrag als Stammfahrer für die Formel-1-Weltmeisterschaft 1995 kam nicht zustande, da das Larrousse-Team zu Beginn der Saison mangels ausreichender Finanzierung seinen Rennbetrieb einstellte. Julian, der mit einem Fahrervertrag gerechnet hatte, musste ein Jahr auf Monopostoeinsätze verzichten. 1996 engagierte er sich in der Internationalen Formel-3000-Meisterschaft. Die Saison beendete er mit zwei Punkten an der 13. Stelle der Gesamtwertung (Meister Jörg Müller).
Nach einem Test in der Formel Nippon und zwei Rennen in der Atlantic Championship 1998 endete die Phase der Monopostrennen.

### Sportwagenrennen
Nach dem Scheitern der Formel-1-Pläne 1995 wechselte Elton Julian in die Sportwagenszene. In diesem Jahr kamen allerdings nur zwei Renneinsätze zustande. Beim 24-Stunden-Rennen von Daytona fuhr er gemeinsam mit Gianfranco Brancatelli, Massimo Sigala und Fabrizio Barbazza einen Ferrari 333SP an die achte Stelle der Endwertung. Beim 1995 fuhr er mit einer Zeit von 1.58,029 Minuten die schnellste Rennrunde und erreichte mit den Partnern Barbazza und Sigala den 22. Rang im Schlussklassement.
Zwischen 1999 und 2004 betritt Julian keine Autorennen. 2005 kehrte er an die Rennstrecken zurück und gab sein Debüt beim 24-Stunden-Rennen von Le Mans. Gemeinsam mit Jan Lammers und John Bosch erreichte er im Dome S101 den siebten Gesamtrang. In den folgenden Jahren war immer wieder bei Rennen der American und European Le Mans Series gemeldet. 2010 wurde er Gesamtdritter der LMPC-Klasse der American Le Mans Series. 2011 erreichte er diese Position in der Endwertung der FLM-Klasse der Le Mans Series. 2012 bestritt er eine komplette Saison in der neu geschaffenen FIA-Langstrecken-Weltmeisterschaft.
Seine bisher letzten Einsätze als Fahrer hatte er 2015 in der Blancpain Endurance Series.

### DragonSpeed
2007 gründete Elton Julian mit DragonSpeed sein eigenes Rennteam, das seither unter anderem in der American Le Mans Series, der Blancpain Endurance Series und der IMSA WeatherTech SportsCar Championship aktiv ist.

## Statistik

### Le-Mans-Ergebnisse
| Jahr | Team               | Fahrzeug    | Teamkollege      | Teamkollege     | Platzierung | Ausfallgrund |
| ---- | ------------------ | ----------- | ---------------- | --------------- | ----------- | ------------ |
| 2005 | Racing for Holland | Dome S101   | Jan Lammers      | John Bosch      | Rang 7      |              |
| 2012 | Greaves Motorsport | Zytek Z11SN | Ricardo González | Christian Zugel | Rang 12     |              |

### Sebring-Ergebnisse
| Jahr | Team                       | Fahrzeug      | Teamkollege       | Teamkollege     | Platzierung     | Ausfallgrund |
| ---- | -------------------------- | ------------- | ----------------- | --------------- | --------------- | ------------ |
| 1995 | Euromotorsport Racing Inc. | Ferrari 333SP | Fabrizio Barbazza | Massimo Sigala  | Rang 22         |              |
| 1997 | Ecuador Mobil              | Nissan 240SX  | Henry Taleb       | Pete Halsmer    | Ausfall         | Mechanik     |
| 2006 | Barazi Epsilon             | Courage C65   | Michael Vergers   | Juan Barazi     | Rang 15         |              |
| 2010 | Green Earth Team Gunnar    | Oreca FLM09   | Gunnar Jeannette  | Christian Zugel | Disqualifiziert |              |
| 2011 | Genoa Racing               | Oreca FLM09   | Éric Lux          | Christian Zugel | Rang 27         |              |
| 2012 | Greaves Motorsport         | Zytek Z11SN   | Ricardo González  | Christian Zugel | Rang 9          |              |